# Let Trans-Air 671
Let Trans-Air 671 byl nákladní let z letiště Lucemburk na letiště Mallam Aminu Kano v Nigérii. Při letu nad Francií 31. března 1992 letadlu Boeing 707 odpadly oba motory na pravém křídle. Navzdory těžkému poškození letadla a následnému požáru dokázala posádka nouzově přistát na francouzské vojenské základně Istres-Le Tubé nedaleko města Istres v regionu Provence-Alpes-Côte d'Azur. Všech pět členů posádky přežilo bez zranění, letadlo však bylo prakticky zničeno požárem. Dokumentární rekonstrukce letu je zachycena v kanadském seriálu Letecké katastrofy, díl Dvojí porce potíži, který Česká televize odvysílala v dubnu 2024.

## Letadlo a posádka

### Letadlo Boeing 707-321C
Na let byl nasazen 28 let starý Boeing 707-321C, výrobní číslo 18718. Byl vyroben v dubnu 1964 a na konci téhož měsíce zahájil provoz v letecké společnosti Pan Am. Letadlo bylo poháněno čtyřmi motory Pratt & Whitney JT3D-3B. Během dlouhé historie letadlo několikrát změnilo majitele a registraci, přitom bylo upraveno z přepravy osob na nákladní verzi. V době nehody bylo registrováno jako 5N-MAS a provozováno nigerijskou leteckou společností Trans-Air pro další africkou společnost Kabo Air Cargo. Za 28 let provozu absolvovalo 17 907 letů při kterých nasbíralo celkem 60 985 letových hodin.

### Posádka letadla
Kapitánem letadla byl velmi zkušený švédský pilot Ingemar Berglund. Sloužil v armádě a poté v civilu, většinou létal s nákladními letadly, měl zkušenosti s provozem v Evropě i Africe a dobře znal trasy. V době nehody mu bylo 57 let, měl nalétáno přibližně 26 000 hodin, z toho asi 7100 na Boeingu 707, který řídil více než deset let. Ani druhý pilot Martin Emery nebyl žádný nováček, pocházel ze Spojeného království a pracoval jako instruktor a řídící letového provozu. V době letu mu bylo 44 let, měl nalétáno přibližně 14 000 hodin, z toho 4500 na Boeingu 707.
Protože Boeing 707 nebyl ve srovnání s novějším typy letadel příliš vybavený řídící elektronikou, byl zde ještě třetí člen posádky, palubní inženýr Terry Boone. Ten pocházel také ze Spojeného království, bylo mu 55 let a měl nalétáno přibližně 18 000 hodiny, všechny na Boeingu 707. Letadlo přepravovalo zařízení pro ropná pole v Nigérii, a proto na palubě letadla byli také ještě mechanik (36letý Nigerijec Ike Nwabudike) a supervizor nákladu (27letý Islanďan Ingebar Einarssen). Celkem tedy posádka měla 5 osob.

## Průběh letu
Boeing odstartoval z mezinárodního letiště Lucemburk 31. března 1992 v 7:14 UTC. Letadlo přepravovalo 38 tun nákladu (zařízení pro ropná pole) a směřovalo na mezinárodní letiště Mallam Aminu Kano v Nigérii. Přibližně v 08:11 UTC, když letadlo stoupalo ve výšce 32 000 stop (asi 9800 metrů) nad departementem Drôme v jihovýchodní Francii, zaznamenala posádka silné turbulence a uslyšela hlasitý „dvojitý třesk“. Letadlo se následně začalo stáčet doprava. Kapitán Ingemar Berglund vypnul autopilota a ručním řízením získal zpět kontrolu nad letadlem.

### Ztráta dvou motorů a požár
Kromě toho byla nepřetržitě slyšet výstraha před požárem a palubní inženýr ji nemohl vypnout. První důstojník Martin Emery následně zpozoroval, že motor číslo 4 (nejvíce vpravo ze čtyř motorů letadla) odpadl od křídla, proto vyslal nouzový signál Mayday. Martin Emery si poté následně všiml, že od křídla odpadl také motor číslo 3 (motor rovněž na pravém křídle, blíže trupu). Kapitán Ingemar Berglund začal klesat směrem k Marseille, zatímco palubní inženýr Terry Boone začal vypouštět palivo ze skoro plných nádrží, v rámci přípravy na nouzové přistání.

### Nouzové přistání na Istres-Le Tubé
Ovládání letadla bylo krajně obtížné z hlediště pilotáže i fyzické síly. Pouze dva fungující motory, navíc oba na levém křídle, stále způsobovaly stáčení i naklánění letadla, které kapitán dokázal vyrovnávat jen s krajním úsilím, protože Boeing 707 neměl řídící hydrauliku nebo dokonce servomotory jako moderní letadla. Doletět za těchto podmínek na letiště Marseille se zdálo nepravděpodobné. Během klesání si posádka všimla letiště před sebou: byla to vojenská letecká základna Istres-Le Tubé nedaleko města Istres.
Kapitán zde počátku přistávat nechtěl, protože se domníval, že přistávací dráha je příliš krátká. Řízení letového provozu jim však potvrdilo, že patří naopak k nejdelším v Evropě (měla mimo jiné sloužit pro NASA jako záložní v případě transoceánského nouzového přistání raketoplánu Space Shuttle). Při prvním přiblížení se kapitánovi nepodařilo srovnat těžce poškozené letadlo do osy dráhy č. 33, musel přistání přerušit a požádat o navedení pro přistání z opačné strany ranveje, tedy na dráhu č. 15.
To vyžadovalo provést před přistáním levotočivý okruh, tedy přesně opačným směrem než kam letadlo stáčely jediné fungující motory. Při poškození letadla musel kapitán vynaložit veškerou sílu, aby potřebný okruh provedl. Při pozdějším vyšetřování příčin havárie ukázal rozbor hlasového záznamu v pilotní kabině, že první důstojník opakoval „točit doleva“ celkem šestkrát. Krátce před přistáním také řídící letového provozu zpozoroval požár na palubě letadla.
Letadlo nouzově přistálo na letišti Istres v 08:35 UTC (10:35 místního času), přibližně 24 minut po odpadnutí motorů. Posádka se obávala, že zapnutí obou obracečů tahu zbylých motorů na levém křídle by způsobilo havárii prudkým vybočením letadla z přistávací dráhy. Nakonec jako kompromis zapnula jen jeden obraceč tahu a při sníženém výkonu motoru, letadlo i tak při brzdění nebylo možné udržet v přímém směru, sjelo z dráhy, ale na nezpevněném povrchu zastavilo, aniž by byl někdo zraněn. Letadlo však bylo neopravitelné poškozeno, především požárem.

## Vyšetřování příčin a doporučení
Odpadlé motory č. 3 a 4 byly poměrně rychle nalezeny poblíž obce Séderon v departementu Drôme. Vyšetřovatelé zjistili, že první neodpadl motor č. 4, jak se posádka původně domnívala, protože na konec křídla lépe viděla. Vyšetřování dále odhalilo, že v zesíleném pylonu, ke kterému je motor na křídle připevněn, vznikla po mnoha letech provozu malá únavová prasklina. Ta se při dalších letech pomalinku zvětšovala, až došlo k takovému oslabení pylonu, že se při nehodovém letu zlomil, možná za přispění turbulencí. To vedlo k odpadnutí motoru číslo 3 (blíže trupu). Uvolněný motor č. 3 pak narazil do motoru číslo 4, což způsobilo, že letadlo během sekundy přišlo o oba motory na pravém křídle. Kromě toho se ukázalo, že směrnice o letové způsobilosti, která vyžadovala pravidelné kontroly pylonů, nebyla při odhalování těchto únavových trhlin účinná.
V reakci na nehodu a na základě výsledků vyšetřování francouzský úřad BEA (Bureau d'Enquêtes et d'Analyses pour la sécurité de l'aviation civile, Úřad pro vyšetřování a analýzu bezpečnosti civilního letectví) doporučil upravit kontrolní postupy pro pylony motorů tak, aby bylo možné snadněji a spolehlivěji odhalit únavové praskliny. Úřad BEA rovněž doporučil, aby řídící letového provozu byli pravidelně školeni a připravování na nouzové situace jak teoretickým studiem, tak praktickými cvičeními.

## Vyznamenání posádky
Jak prokázalo i vyšetřování nehody, přistání s takto těžce poškozeným letadlem, aniž by byl někdo zraněn, se podařilo jen díky zkušenostem a pilotnímu mistrovství posádky, která ani v mimořádně obtížné situaci nepropadla panice a celou dobu vzorně spolupracovala. Rok po incidentu proto posádka obdržela vyznamenání Hugh Gordon-Burge Memorial Award od britské společnosti „Honourable Company of Air Pilots“.

## Dokumentární rekonstrukce
Dokumentární rekonstrukce letu s využitím vyšetřovacích spisů a výpovědí očitých svědků je zachycena v epizodě kanadského seriálu Mayday, která se v originálu z roku 2022 jmenuje Double Trouble. Česká televize tuto epizodu seriálu Letecké katastrofy odvysílala pod názvem Dvojí porce potíži v dubnu 2024: premiéra ve středu 10. dubna, reprízy v sobotu 13. dubna a pondělí 15. dubna. Česko-Slovenská filmová databáze epizodu označenou jako S22E04 uvádí pod názvem Dvojí problém.